# Hamed Dahane
Hamed "Hadi" Dahane (1946 – 13 de julho de 2020) foi um futebolista profissional marroquino, que atuava como defensor.

## Carreira
Hamed Dahane fez parte do elenco da histórica Seleção Marroquina de Futebol da Copa do Mundo de 1970.

## Morte
Morreu no dia 13 de julho de 2020.